# 日野宮神社
日野宮神社（ひのみやじんじゃ）は東京都日野市栄町（さかえまち）にある神社。通称、権現さま。

## 概要
創立年代は不明。武蔵七党の中の西党の祖日奉宗頼が武蔵国の国司となり、その子孫が祖神を祀って日野官権現と称したという言い伝えがある。

### 祭神
- 天御中主尊
- 高魂尊
- 日奉宗頼
- 日奉宗忠

## 伝承
この神社の所在地である四谷地区には「鰻」を食べてはいけないという伝承がある。その理由はいくつか挙げられており、近くを流れる多摩川が洪水を起こしそうになった時、鰻が堤にできた穴を埋めて防いでくれたからという説のほか、薬師堂に安置されている勢至菩薩が鰻を召使いとしているためであるとするもの、四谷の鎮守の日野宮の本尊（本地仏）が虚空蔵菩薩で、その召使いが鰻であるからとする説など諸説ある。

## その他
日野宮神社には虚空蔵菩薩、阿弥陀如来坐像、阿弥陀如来立像の3体の仏像が安置されている。これらは平成5年まで四谷自治会館に安置されていたものであるが、同会館が取壊しとなったため、日野宮神社へ遷座されたものである。阿弥陀如来立像は永正14年（1517年）に造立されたもので市内に残る室町時代の仏像として貴重なもので日野市指定有形文化財に指定されている。なお、これらの仏像を見学に2度にわたって秋篠宮文仁親王がこの日野宮神社を訪れている。